# 萨拉·罗斯福
萨拉·安·德拉诺·罗斯福（Sara Ann Delano Roosevelt，1854年9月21日 - 1941年9月7日），美国德拉诺家族成员，老詹姆斯·罗斯福的妻子，美国总统富兰克林·D·罗斯福的母亲。

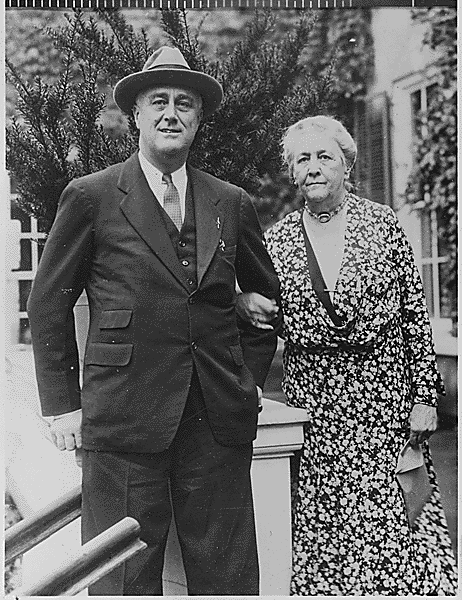
萨拉·罗斯福（右）與富兰克林·D·罗斯福

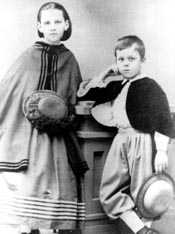
萨拉·罗斯福與其兄弟菲力普

德拉诺出生并成长于纽约纽堡，并在香港生活了三年。她于1882年生下富兰克林，并终身对他倾心关爱；1941 年，她在其子的陪伴下离世

## 童年
萨拉·德拉诺出生在纽约新堡的德拉诺庄园，父母是沃伦·德拉诺·JR和凯瑟琳·罗宾斯·莱曼。
她有十个兄弟姐妹，其中两个在幼年时去世，还有三个在二十多岁时去世。
1862 年，萨拉和她的母亲凯瑟琳以及六个兄弟姐妹乘船前往香港，在那里他们加入了沃伦·德拉诺，后者重新开始了鸦片贸易，当时鸦片仍然合法。
在1865年，她与家人一起返回纽堡。除了在1876年于德国德累斯顿的一所女子学校就读一段时间外，她都是在家自学。
德拉诺身高据称为5英尺10英寸（178厘米），并且在她年轻时是一位聪明的社交名媛美人。她还以她的目标感而闻名，这是当时许多同龄和同阶层的年轻女性所缺乏的。

## 家庭
在经历了许多求婚者之后，萨拉于1880年嫁给了比她大26岁的老詹姆斯·罗斯福。两年后，她于1882年1月30日生下了一个儿子，富兰克林·德拉诺·罗斯福。在她儿子出生后，医生建议萨拉不要再生育，因此年轻的富兰克林成为了她关注的重心。许多富裕的父母在这个时代依赖仆人来照顾他们的孩子，但萨拉却不是。她教弗兰克林阅读和地理，聘请家教而不是把他送到传统学校。
在她丈夫于1900年去世后，她暂时搬到了马萨诸塞州的波士顿，以便靠近当时在哈佛大学学习的儿子。
萨拉不同意她儿子追求的许多女性。当富兰克林爱上了他远房的表亲埃莉诺·罗斯福时，萨拉决心改变他的主意。她试图强迫他解除订婚，但没有成功，她坚持让儿子将这段关系保密超过一年。萨拉深度参与埃莉诺和富兰克林孩子的生活。她经常提供如何教育孩子的建议，并且通过宠溺孙子孙女来频繁削弱这对夫妇的管教能力。埃莉诺常常依赖萨拉的指导，让她在母亲的角色中感到更加安全。
她慷慨地支持富兰克林，给他和埃莉诺赠予了一座美丽的纽约联排别墅（她负责雇佣和布置），并对海德公园的住宅进行了改建和扩大，以容纳其儿子的政治抱负。萨拉的财富让富兰克林不必谋生，使他能够奢侈地追求一条没有经济压力的政治职业。埃莉诺说：“似乎没有什么能打扰他们之间深厚而根深蒂固的情感。”
尽管萨拉在公众眼中被视为一个刻板印象中的专横岳母，但她与埃莉诺的实际关系要复杂得多。这对婆媳在婚姻的早期阶段越发亲密，因为埃莉诺的母亲在她年轻时去世，她将萨拉视若己母。在埃莉诺发现富兰克林与露西的外遇后，萨拉果断地介入，保住了这对夫妻。然而，随着埃莉诺越来越多地参与政治和社会运动，这段关系开始变得更加疏远。
罗斯福在母亲去世之前，从未拥有过一套属于自己的独立住宅。1906年，萨拉·罗斯福委托在纽约市东65街建造一对房屋，作为送给富兰克林和他妻子埃莉诺的结婚礼物，但附带一项严格条件：她可以搬到他们隔壁居住。她监督了两栋房屋之间的一系列连通门的建造，使她能够进入隔壁的客厅和儿童卧室。在富兰克林于1933年入主白宫后，他与儿媳一起搬出了那栋房子。

## 离世
萨拉·德拉诺·罗斯福于1941年9月7日去世，享年86岁
她去世后的几分钟，海德公园最大的橡树倒在了地上。那是一个没有风的晴朗日子。
其葬礼在斯普林伍德举行， 为了纪念，纽约市下东区建立了萨拉·德拉诺·罗斯福公园，该公园于她在世时的1934年落成。她被安葬在海德公园圣詹姆斯圣公会教堂的墓地，与她的丈夫相邻。
2003 年，纽约市立大学宣布将修复罗斯福故居，现称为萨拉·德拉诺·罗斯福纪念馆，位于东 65 街 47 号，她从 1908 年起一直住在这里，直到去世。

## 流行文化
曾被众多女演员在电视、银幕和百老汇戏剧中扮演过。著名的角色包括：
安·休梅克 (Ann Shoemaker) 饰演的《旭日初升》(Sunrise at Campobello) (1960)，她专横的婆婆形象就是从这部作品演变而来的
罗斯玛丽·墨菲饰演的Eleanor and Franklin (1976) 以及续集 The White House Years (1977)
简·亚历山大，《温泉康复院》（2005）
伊丽莎白·威尔逊，《哈德逊岸边的海德公园》（2012）
《第一夫人》（2022）由艾伦·波斯蒂恩主演，展示了萨拉与她的儿媳之间复杂的关系，更接近现实。
☢
1. ↑  , Potomac Books: 21–61,   [2025-02-18]
2. ↑  . Choice Reviews Online. 2002-02-01, 39 (06). ISSN 0009-4978. doi:10.5860/choice.39-3569.
3. ↑  吉恩·爱德华·史密斯. . 纽约: Random House. 2007: 12. ISBN 1588366243.
4. ↑  Roosevelt, Franklin Delano. . PsycEXTRA Dataset. 1938  [2025-02-18].
5. ↑  , Potomac Books: 21–61,   [2025-02-18]
6. ↑  Milner, Marc; Burrow, Len; Beaudoin, Emile. . Military Affairs. 1986-01, 50 (1). ISSN 0026-3931. doi:10.2307/1988537.
7. ↑  , Bloomsbury Academic, 2022  [2025-02-18], ISBN 978-0-7556-3716-4
8. ↑  , Potomac Books: 21–61,   [2025-02-18]